# Ташир (группа компаний)
Группа компаний «Ташир» — российская промышленно-строительная группа. Основным направлением деятельности группы является строительство и управление коммерческой недвижимостью. Группа также реализует свою деятельность по другим направлениям — финансы, энергетика, производство, гостиничный и ресторанный бизнес. Работает в 25 городах России и Армении.
В группу «Ташир» входит более 200 компаний различного профиля. По данным Forbes на 2019 год группе принадлежит 830 тысяч м² торговой, 61 тысяча м² офисной недвижимости, и 33 торговых центра, в том числе сеть торгово-развлекательных центров «РИО». В 2018 году выручка группы компаний составила 172 млрд руб. (+5 % к 2017 году).
Доход от аренды коммерческой недвижимости в 2019 году составил $655 млн. отдали[что?] третью позицию группе компаний «Ташир», годовой доход которой от сдачи в аренду площадей за 2018 год составил 670 миллионов долларов.
Компания основана в Калуге в 1999 году на базе компании «Калугаглавснаб». Основателем и владельцем 100 % доли в группе является Самвел Карапетян.
Выручка за 2022 год составила 205 млрд рублей, показав рост в 5 %. По состоянию на 2023 год компания управляет 16 торговыми центрами «РИО» в 13 городах России, а также в Ереване. Одним из важных активов группы является компания «Энергетические сети Армении», чистая прибыль которой в 2022 году составила почти $65 млн.
В 2023 году группа «Ташир» заняла второе место в рейтинге журнала Forbes «Короли российской недвижимости» с доходом от аренды в $600 млн.